# Diofisismo

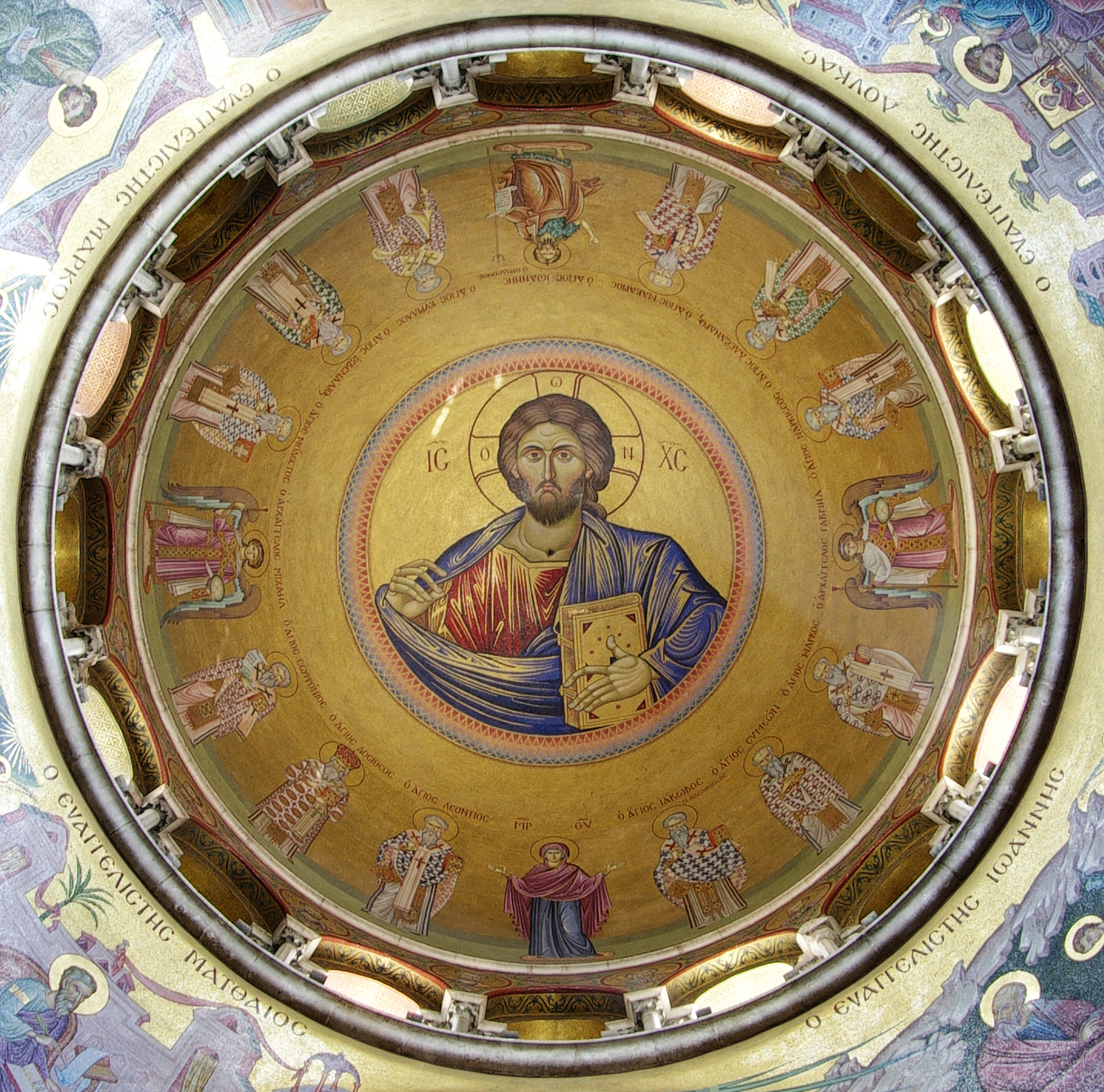
Santo Sepulcro, detalhe da cúpula sobre o Katholikon, Jerusalém

O diofisismo (em grego:  δυοφυσῖται), também difisismo, é um termo teológico utilizado para identificar um particular ponto de vista cristológico sobre o entendimento de como as naturezas humana e divina se relacionam na pessoa de Jesus Cristo. O termo vem do grego e significa literalmente "duas naturezas". Nesta interpretação, se refere às duas naturezas distintas existindo em uma única pessoa, una e singular, de Jesus (união hipostática).

## História
Diofisismo foi inicialmente utilizado para descrever o nestorianismo, a doutrina de Nestório que afirmava que Cristo existiu como duas pessoas distintas: a humana, Jesus, e a divina, Logos (Cristo), condenada no Primeiro Concílio de Éfeso (431 d.C.). Depois do Concílio de Calcedônia, em 451 d.C., o uso do termo para descrever os que apoiavam a posição calcedoniana (que continua até hoje na Igreja Católica e na Igreja Ortodoxa) era o mesmo que chamá-las de nestorianas, que era exatamente o que acreditavam os opositores do Concílio (Igrejas ortodoxas orientais). 
Os calcedonianos se defendem enfatizando a completa e perfeita unidade das duas naturezas em uma hipóstase. Para os eles, a união hipostática era a questão central para a "unidade" de Jesus (sua humanidade e divindade sendo descritas como "naturezas"), enquanto que para os ortodoxos orientais, a questão central eram a natureza como o ponto de unidade. 

## Ortodoxos orientais
O termo é utilizado para descrever a posição do Concílio de Calcedônia (451 d.C.), sendo inicialmente aplicado pelos que rejeitaram a posição do concílio e que, por isso, eram ou monofisistas ou miafisistas. São monofisistas os docetistas, que acreditam que Jesus só tinha a natureza humana, e os eutiquianistas, que afirmavam que a natureza humana se "diluiu" na natureza divina como um copo de vinagre no oceano. Já os miafisistas estão numa posição intermediária, afirmando que Jesus tem as duas naturezas, humana e divina, fundidas em uma só. As Igrejas Orientais Ortodoxas , incluindo os coptas, consideram-se miafisistas.